# 176 Dywizja Strzelecka (ZSRR)
176 Dywizja Strzelecka (ros. 176-я стрелковая дивизия) – związek taktyczny piechoty Armii Czerwonej.
Dywizja wzięła udział w kampanii wrześniowej w składzie 35 Korpusu Strzeleckiego.

## Struktura organizacyjna
W 1939
- 389 pułk strzelecki
- 404 pułk strzelecki
- 591 pułk strzelecki
- 300 pułk artylerii lekkiej
- 380 pułk artylerii haubic
- 188 dywizjon przeciwpancerny
- 203 dywizjon artylerii przeciwlotniczej
- 128 batalion rozpoznawczy
- 166 batalion saperów
- 197 batalion łączności
- 141 batalion medyczno-sanitarny
- 12 kompania przeciwchemiczna
- 152 batalion transportowy
- 246 piekarnia polowa
- 287 szpital weterynaryjny
- 451 stacja poczty polowej

## Dowódcy dywizji
- płk Dmitrij Awierin (był w 1939)[2]